# Вільшанська сільська рада (Савранський район)
Вільша́нська сільська́ ра́да — колишня адміністративно-територіальна одиниця та орган місцевого самоврядування в Савранському районі Одеської області. Адміністративний центр — село Вільшанка.

## Загальні відомості
- Територія ради: 24,82 км²
- Населення ради: 990 осіб (станом на 2001 рік)
- Територією ради протікає річка Південний Буг

## Населені пункти
Сільській раді були підпорядковані населені пункти:
- с. Вільшанка

## Населення
За переписом населення України 2001 року в сільській раді мешкало 969 осіб.

### Мова
Розподіл населення за рідною мовою за даними перепису 2001 року:
| Мова       | Відсоток |
| ---------- | -------- |
| українська | 97,78 %  |
| російська  | 1,82 %   |
| молдовська | 0,20 %   |
| болгарська | 0,10 %   |
| гагаузька  | 0,10 %   |

## Склад ради
Рада складалася з 16 депутатів та голови.
- Голова ради:
- Секретар ради: Прокопчук Людмила Володимирівна

### Керівний склад попередніх скликань
| Прізвище, ім'я, по батькові | Основні відомості                                            | Дата обрання | Дата звільнення |
| --------------------------- | ------------------------------------------------------------ | ------------ | --------------- |
| Козійчук Тамара Михайлівна  | Сільський голова, 1964 року народження, член Народної партії | 26.03.2006   | 31.10.2010      |

Примітка: таблиця складена за даними сайту Верховної Ради України

### Депутати
За результатами місцевих виборів 2010 року депутатами ради стали:

#### За суб'єктами висування
| Суб'єкт висування                                       | Кількість обраних депутатів | %    |
| ------------------------------------------------------- | --------------------------- | ---- |
| Партія регіонів                                         | 8                           | 50   |
| Соціалістична партія України                            | 4                           | 25   |
| Народна партія                                          | 2                           | 12,5 |
| Політична партія Всеукраїнське об'єднання «Батьківщина» | 2                           | 12,5 |

#### За округами
| № округу                                                | Прізвище, ім'я, по батькові     | Дата визнання обраним | Освіта             | Партійна приналежність                        | Відомості про обраного депутата                                       |
| ------------------------------------------------------- | ------------------------------- | --------------------- | ------------------ | --------------------------------------------- | --------------------------------------------------------------------- |
| Народна Партія                                          |                                 |                       |                    |                                               |                                                                       |
| 1                                                       | Пересунько Ігор Васильович      | 03.11.2010            | середня спеціальна | член Народної партії                          | тимчасово не працює                                                   |
| 2                                                       | Склярук Катерина Олексіївна     | 03.11.2010            | середня спеціальна | член Народної партії                          | Вільшанський дошкільний заклад, завідувачка                           |
| Партія регіонів                                         |                                 |                       |                    |                                               |                                                                       |
| 5                                                       | Морозюк Наталія Петрівна        | 03.11.2010            | середня спеціальна | член Партії регіонів                          | Вільшанська загальноосвітня школа, вчитель                            |
| 6                                                       | Заболотний Валерій Васильович   | 03.11.2010            | середня            | член Партії регіонів                          | тимчасово не працює                                                   |
| 7                                                       | Фенглер Сергій Петрович         | 03.11.2010            | середня спеціальна | член Партії регіонів                          | Вільшанська сільська рада, директор будинок культури                  |
| 8                                                       | Яремчук Наталія Вікторівна      | 03.11.2010            | середня спеціальна | член Партії регіонів                          | Вільшанська сільська бібліотека, завідувачка                          |
| 9                                                       | Куцелик Ольга Федорівна         | 03.11.2010            | середня            | член Партії регіонів                          | Вільшанський дошкільний заклад, помічник вихователя                   |
| 14                                                      | Прокопчук Людмила Володимирівна | 03.11.2010            | середня спеціальна | член Партії регіонів                          | Вільшанська сільська рада, секретар виконкому                         |
| 15                                                      | Дудник Майя Миколаївна          | 03.11.2010            | середня            | член Партії регіонів                          | територіальний центр соціального обслуговування, соціальний працівник |
| 16                                                      | Козійчук Анатолій Григорович    | 03.11.2010            | вища               | член Партії регіонів                          | Вільшанська сільська рада, спеціаліст                                 |
| Політична партія Всеукраїнське об'єднання «Батьківщина» |                                 |                       |                    |                                               |                                                                       |
| 4                                                       | Кучанська Ірина Григорівна      | 03.11.2010            | середня спеціальна | член Всеукраїнського об'єднання «Батьківщина» | Вільшанський дошкільний заклад, вихователь                            |
| 12                                                      | Ткачук Олена Іванівна           | 03.11.2010            | середня спеціальна | член Всеукраїнського об'єднання «Батьківщина» | тимчасово не працює                                                   |
| Соціалістична партія України                            |                                 |                       |                    |                                               |                                                                       |
| 3                                                       | Солощенко Віталій Віталійович   | 03.11.2010            | середня            | член Соціалістичної партії України            | приватний підприємець                                                 |
| 10                                                      | Войтенко Григорій Євдокимович   | 03.11.2010            | середня            | член Соціалістичної партії України            | пенсіонер                                                             |
| 11                                                      | Паламарчук Людмила Михайлівна   | 03.11.2010            | середня            | член Соціалістичної партії України            | приватний підприємець                                                 |
| 13                                                      | Батовська Світлана Петрівна     | 03.11.2010            | середня спеціальна | позапартійна                                  | Вільшанський дошкільний заклад, вихователь                            |